# Lago de la Restanca
El lago de la Restanca es una pequeña infraestructura hidráulica española construida sobre el río Valarties y situada en el municipio de Alto Arán, en la comarca del Valle de Arán, provincia de Lérida, Cataluña.
Se encarga de recolectar las aguas que provienen del circo de la Restanca, montaña arriba, y de recanalizarlas, mediante la presa, hacia el centro del valle. Junto a la presa se sitúa el refugio de la Restanca. Por los alrededores, más allá de los restos dejados por la construcción de la presa, hay algunos pinos negros y arbustos de alta montaña que son los únicos que resisten la dura climatología de esta zona tan elevada.